# Diamond (hond)
Diamond is de naam van de favoriete hond van sir Isaac Newton. De hond heeft Sir Isaac echter problemen bezorgd toen hij een lamp omstootte waardoor documenten van Newton in brand vlogen. De documenten bevatten gegevens van 20 jaren van studies en experimenten van Newton.
Newton zou hierop volgens een getuige hebben geroepen: O Diamond, Diamond weinig besef je de schade die je hebt aangericht ("O Diamond, Diamond, thou little knowest the damage thou hast done.")